# Лосице (гмина)
Лосице (пол. Łosice) — гмина (уезд) в Польше, входит как административная единица в Лосицкий повет, Мазовецкое воеводство. Население — 11 263 человека (на 2004 год).

## Демография
| Перепись                       | Всего   | Всего | Женщины | Женщины | Мужчины | Мужчины |
| ------------------------------ | ------- | ----- | ------- | ------- | ------- | ------- |
| Единицы                        | человек | %     | человек | %       | человек | %       |
| Население                      | 11 263  | 100   | 5685    | 50,5    | 5578    | 49,5    |
| Плотность населения (чел./км²) | 92,9    | 92,9  | 46,9    | 46,9    | 46      | 46      |

## Сельские округа
1. Бернаты-Сьредне
2. Хотыче
3. Хотыче-Колёня
4. Чухлебы
5. Дзенчолы
6. Езоры
7. Лузки
8. Мешки
9. Немойки
10. Немойки-Стацья
11. Новоселец
12. Паткув
13. Прусы
14. Рудник
15. Старе-Бернаты
16. Шанькув
17. Шанькув-Колёня
18. Свинярув
19. Топорув
20. Возники
21. Закше

## Соседние гмины
1. Гмина Хушлев
2. Гмина Морды
3. Гмина Ольшанка
4. Гмина Плятерув
5. Гмина Пшесмыки
6. Гмина Стара-Корница